# Anchhaf
Anchhaf war ein Prinz der altägyptischen 4. Dynastie und ein Sohn von Pharao Snofru. Während der Regierungszeit des Cheops und Chephren hatte er das Amt des Wesirs inne und war somit der höchste Beamte nach dem König. Anchhaf war verheiratet mit seiner Schwester oder Halbschwester Hetepheres.
Anchhaf war am Bau der Cheops-Pyramide beteiligt. Er wird in dem Papyrus Jarf B genannt und war demnach Vorsteher von Ra-schi-Chufu, dem Hafen bei der Pyramide, an dem die Steintransporte für die Pyramide ankamen.
Anchhaf gehört die Mastaba G 7510 auf dem Ostfriedhof der Cheopspyramide in Gizeh. Sie ist das größte Privatgrab auf dem gesamten Plateau. In der Opferkapelle wurde neben Fragmenten einer Schreiberstatue aus Diorit und anderen Gegenständen eine Büste des Anchhaf aus bemaltem Kalkstein gefunden, die sich heute im Museum of Fine Arts, Boston befindet. Trotz ihrer Größe besitzt die Mastaba nur einen Grabschacht. Anchhafs Frau Hetepheres wird zwar auf einigen Relief-Fragmenten erwähnt, bestattet wurde sie allerdings an einem bisher unbekannten Ort.